# Les Balayeurs du désert
Les Balayeurs du désert (en español: 'Los barrenderos del desierto') es una banda musical francesa de post-rock y world music. El grupo está formado por Michel Augier (compositor, guitarrista y voz), Fred Tanari (teclados, bajo y voz), Jean Michel Bourroux (batería), Fred Simbolotti (bajo), Cuti Aste (piano, guitarra y trutruca), Camila Sagues (coros), Marce Paz Silva (coros) y Marcela Golzio (coros).
Les Balayeurs du désert ha lanzado tres álbumes y también acompaña a la afamada compañía de teatro callejero Royal de Luxe musicalizando varias de sus producciones.

## Les Balayeurs du Désert y la Royal de Luxe
La principal figura de Les Balayeurs du désert es el guitarrista y cantante Michel Augier —originario de Marsella— quien ha trabajado estrechamente con la compañía Royal de Luxe desde 1985. Augier, a lo largo de una década, ha musicalizado los espectáculos de la afamada compañía dirigida por Jean-Luc Courcoult. En 1996, Michel Augier fundó su propio grupo Les Balayeurs du désert y a partir de entonces se gestaron nuevas colaboraciones con Royal de Luxe, haciendo la música para sus presentaciones itinerantes. Algunas de ellas han sido Las Jirafas, La Visita del Sultán, El Rinoceronte Escondido y Oferta: dos espectáculos por el precio de uno. Desde el 2009 se encuentran acompañado a la compañía en la presentación de su último espectáculo El Gigante del Titanic y el buzo (Nantes), La Reunión de Berlín (Berlín) y La invitación, esta última desarrollada en Santiago de Chile a fines de enero de 2010, el cual gira en torno a una misma temática pero con pequeñas variaciones conforme el lugar. Después en noviembre de 2010, se llevó a cabo su último espectáculo hasta la fecha con las marionetas gigantes, en Guadalajara, Jalisco, México, llamado Los gigantes de Guadalajara.
Michel Augier es un autodidacta que se inspira de numerosas fuentes: la radio, la calle y los países que ha recorrido junto a la Royal de Luxe. Para Augier es fundamental la capacidad que tiene la banda de improvisar y de adaptarse a una situación determinada, a un público particular. Este hecho es fundamental para formar un equipo de primera categoría con la compañía Royal de Luxe.

## Discografía
- Chasseurs de girafes (2001)
- Jules Verne Impact (2005)
- La Pequeña (2008)

+ Live à Guadalajara (2011)